# Adam Mickiewicz

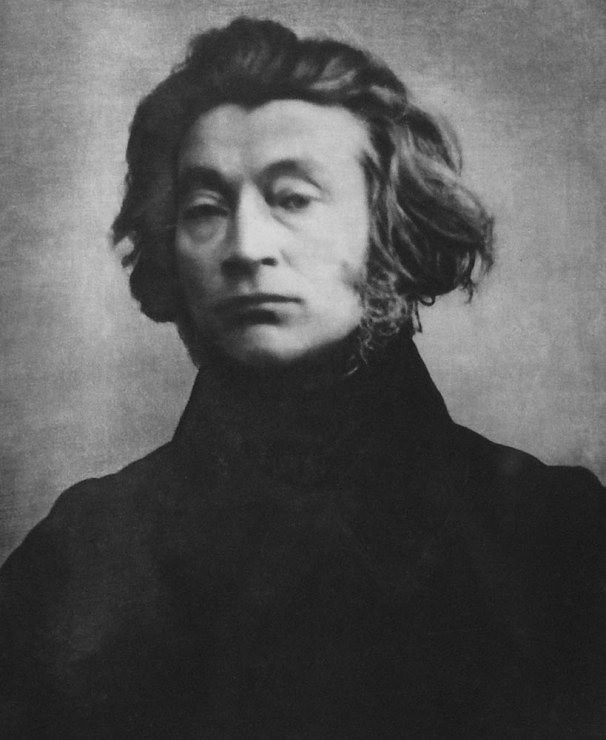
Adam Mickiewicz

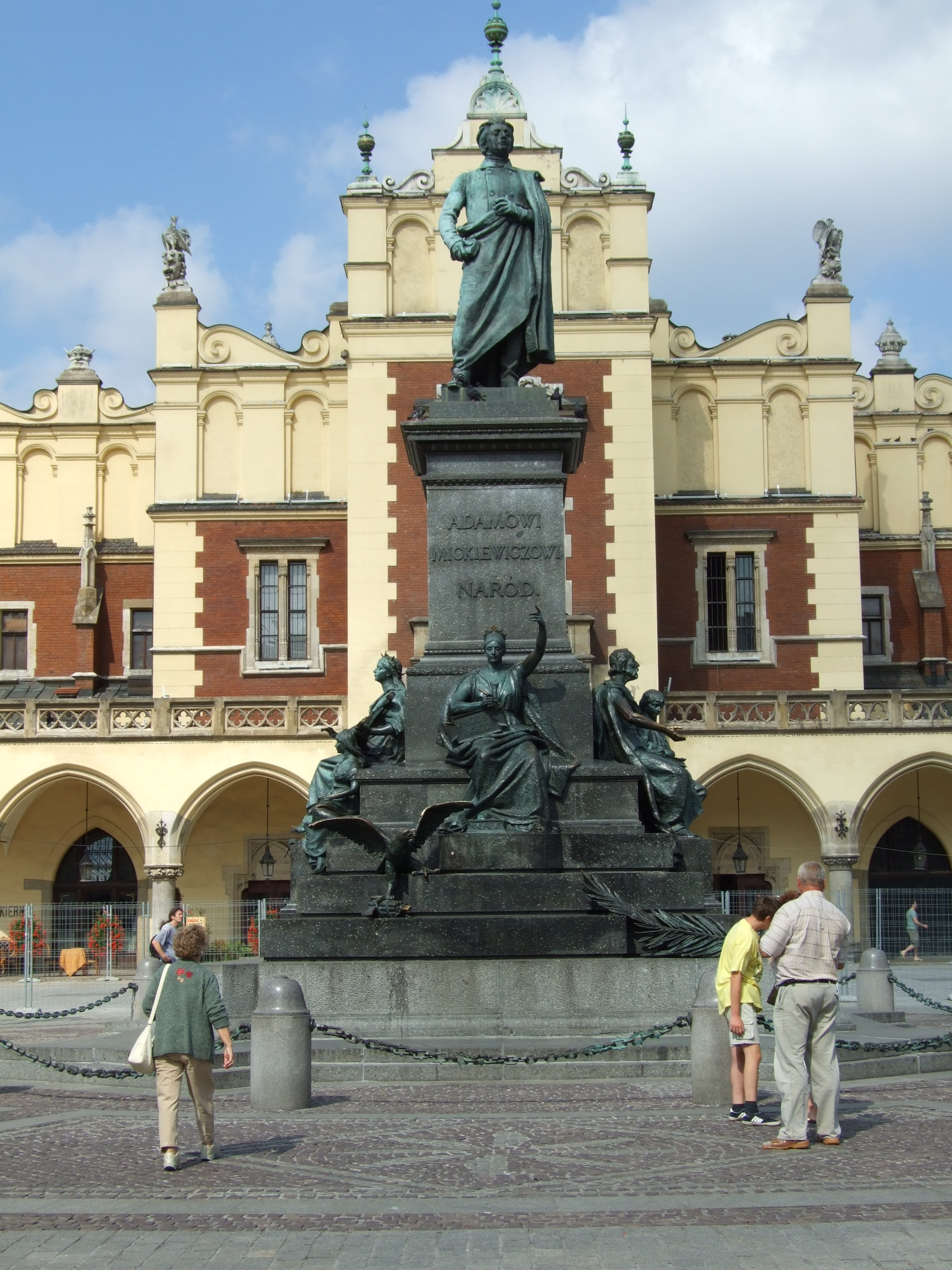
Standbeeld van Mickiewicz op de Grote Markt te Krakau

Adam Bernard Mickiewicz (Zaosie, (Wit-Rusland), 24 december 1798 - Constantinopel (Istanbul), 26 november 1855) was een Pools dichter.
Hij wordt, nog voor Zygmunt Krasiński en Juliusz Słowacki, als de grootste Poolse dichter van de 19de eeuw beschouwd. Zijn hoofdwerk, de roman in verzen Pan Tadeusz, is een in Polen nog veel gelezen klassiek werk.
Na de Poolse Novemberopstand van 1830 week Mickiewicz uit naar Frankrijk. Een belangrijk deel van zijn productieve leven heeft hij daar doorgebracht. Toen hij in 1855 op weg was naar de Krim, om daar als vrijwilliger in een Pools legioen in de Krimoorlog tegen Rusland te vechten, overleed hij in Constantinopel aan de cholera.

## Eerbetoon
Er is naar Adam Mickiewicz een prijs vernoemd die sedert 2006 wordt uitgereikt door de Weimardriehoek, die de Pools-Duits-Franse samenwerking propageert.
Sinds 1955 draagt de universiteit van Poznań de naam van de dichter.

## Muurgedicht

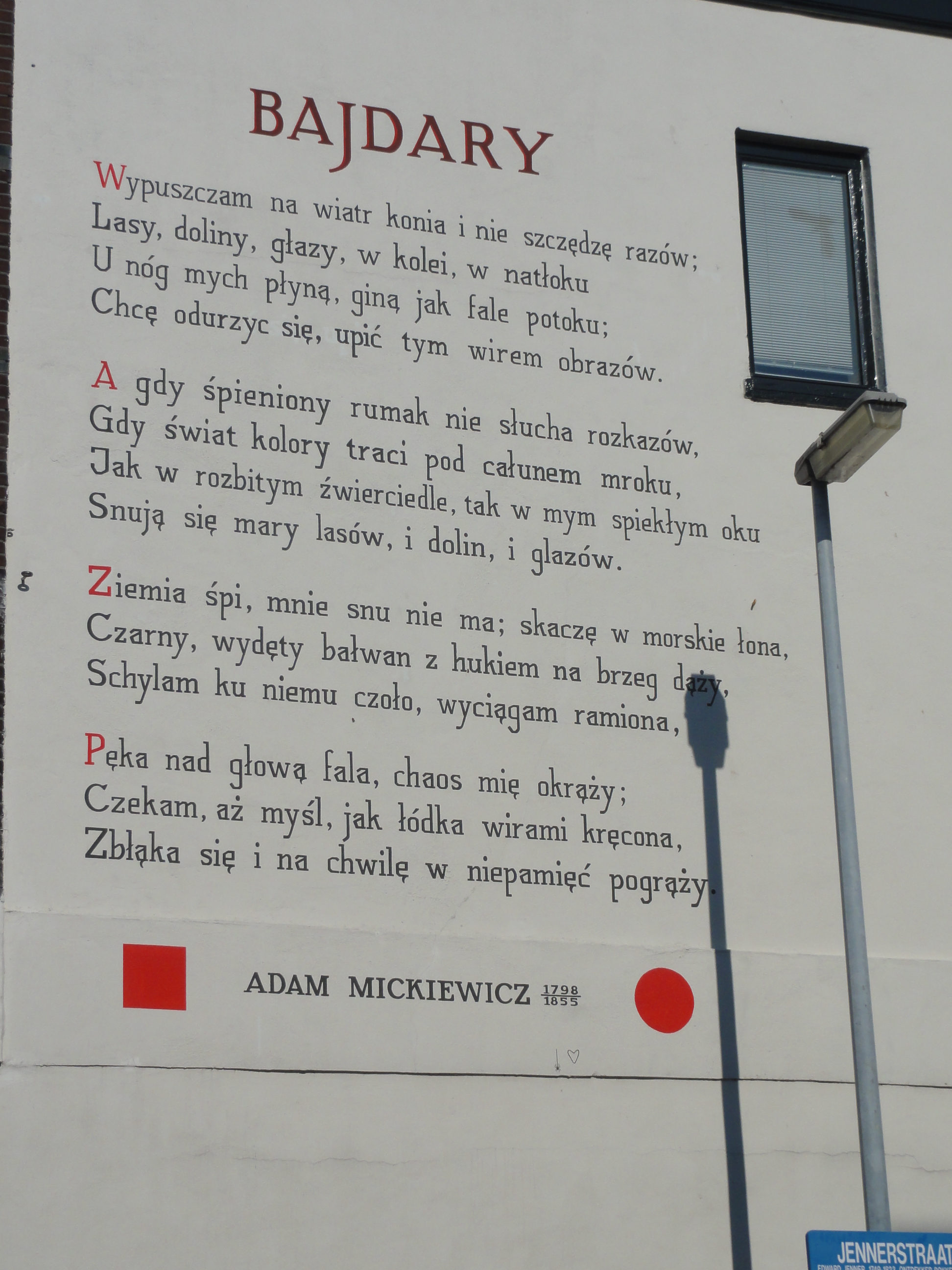
Muurgedicht Adam Mickiewicz: Bajdary - Het Dal van Bajdaar

In het kader van het project "Gedichten op muren" is in 1998 in Leiden het gedicht Bajdary van Adam Mickiewicz op de zijmuur van Haarlemmerweg 5a, Leiden aangebracht. Het muurgedicht is in de zomer van 2011 vernieuwd.

## Trivia
- Mickiewicz verzon de meisjesnaam Grażyna, de naam van de hoofdpersoon in het gelijknamige gedicht.

- Bibsys: 90189864
- Biblioteca Nacional de Chile: 000298981
- Biblioteca Nacional de España: XX852201
- Bibliothèque nationale de France: cb11916045g (data)
- Catàleg d'autoritats de noms i títols de Catalunya: 981058614401806706
- CiNii: DA04111433
- Digitale Bibliotheek voor de Nederlandse Letteren: mick004
- Gemeinsame Normdatei: 11873377X
- Historisch woordenboek van Zwitserland: 041485
- International Standard Name Identifier: 0000 0001 2136 3458
- Library of Congress Control Number: n80050378
- Nationale Bibliotheek van Letland: 000023466
- MusicBrainz: 9441fd78-1ea5-4f8b-9db3-b19f52632ffd
- Bibliotheek van het Japanse parlement: 00755816
- Nationale Bibliotheek van Tsjechië: jn19990005678
- Nationale bibliotheek van Australië: 35350725
- Nationale Bibliotheek van Israël: 987007265465905171
- Nationale Bibliotheek van Polen: a0000001004227
- Nationale en Universitaire bibliotheek Zagreb: 000004449
- Nederlandse Thesaurus van Auteursnamen: 069802181
- Réseau des bibliothèques de Suisse occidentale: 02-A000113883
- Russische Staatsbibliotheek: 000083572
- Istituto Centrale per il Catalogo Unico: RAVV023387
- LIBRIS: 195101
- SNAC: w6805gv6
- Système universitaire de documentation: 027028828
- Trove: 921679
- Virtual International Authority File: 64009368
- WorldCat: E39PBJmHP8wcVPVh9jQCmcbrv3